# Дечо Таралежков
Дечо Иванов Таралежков e български музикален аранжор и композитор, автор на оркестрова и поп музика, както и музика за театрални постановки и телевизионни мюзикъли.

## Биография
През 1951 година завършва Юридическия факултет на Софийския университет, а през 1955 година – специалност кларинет в Държавната музикална академия. Учи композиция при проф. Александър Райчев и е член на Съюза на българските композитори.
През 1950-те години свири с различни поп и джазови оркестри под ръководството на диригенти като Христо Вучков и Бенцион Елиезер. Пред 1960-те години започва да се занимава с музикален аранжимент и става един от най-известните аранжори в българската поп музика. В този период прави аранжименти на много от песните, удостоени с награди от фестивала „Златният Орфей“, сред които:
- „Крадецът на бисери“ (музика: Димитър Вълчев, изпълнител: Маргарита Димитрова), първа награда за аранжимент през 1967 година,
- „Сън сънувах“ (музика: Атанас Бояджиев, изпълнители: Маргрет Николова и Кирил Семов), голямата награда на фестивала през 1969 година,
- „Закъснели срещи“ (музика: Петър Ступел, изпълнители: Мария Нейкова и Михаил Белчев), с първа награда от фестивала през 1969 година,
- „Една българска роза“ (музика: Димитър Вълчев, изпълнител: Паша Христова), с първа награда на фестивала през 1970 година.
- „Посвещение“ (музика: Димитър Вълчев, изпълнител: Петър Чернев), специална награда от фестивала през 1974 година. Изявява се и като композитор на поп музика. През 1979 г. получава наградата на СБК за песента „Ех, ти пролет“, а песента „Ние старите моряци“, в изпълнение на Бисер Киров е наградена с II награда на конкурса „Песни за Бургас“. Работи и с група „Сигнал“.

От 1970-те години Таралежков работи в БНТ като отговорен редактор на отдел „Забавни предавания“, а от 1977 до 1984 г. е заместник главен редактор в главна редакция „Музика“ на БНР (1977 – 1984). От периода му в телевизията е авторството на музиката към знаменитата телевизионна адаптация на „Криворазбраната цивилизация“ (1974) по класическата пиеса на Добри Войников. В периода 1984 – 1989 г. е директор на фестивала „Златният Орфей“.
Дечо Таралежков е носител на орден „Кирил и Методий“ – I степен и орден „Червено знаме на труда“.
Умира на 14 януари 2002 година в София.